# Dödens fält (film)
Dödens fält (originaltitel: The Killing Fields) är en brittisk verklighetsbaserad dramafilm från 1984 i regi av Roland Joffé. Manuset skrevs av Bruce Robinson, baserat på boken The Death and Life of Dith Pran från 1980 av Sydney Schanberg. Filmmusiken skrevs av Mike Oldfield. Sam Waterston spelar Schanberg, Haing S. Ngor (en amatörskådespelare som själv överlevt Röda khmerernas regim) spelar Dith Pran, Julian Sands spelar Jon Swain, och John Malkovich spelar Al Rockoff.
Filmen handlar om terrorn under Röda khmerernas regim i dåvarande Demokratiska Kampuchea (nuvarande Kambodja).

## Medverkande (urval)
- Sam Waterston – Sydney Schanberg
- Dr. Haing S. Ngor – Dith Pran
- John Malkovich – Al Rockoff
- Julian Sands – Jon Swain
- Craig T. Nelson – Militär attaché
- Spalding Gray – Amerikansk konsul
- Bill Paterson – Dr. MacEntire
- Athol Fugard – Dr. Sundesval
- Graham Kennedy – Dougal
- Katherine Krapum Chey – Ser Moeun (Dith Prans fru)

## Musik
Filmmusiken skrevs av Mike Oldfield.

## Mottagande
Filmen belönades med tre Oscars, bästa manliga biroll (Ngor), bästa foto och bästa klippning. Den var nominerad i ytterligare fyra kategorier. Den vann också åtta priser vid BAFTA Awards och Haing S. Ngor belönades även med en Golden Globe.

## Eftermäle
Skådespelaren Spalding Gray gjorde senare en monolog, Swimming to Cambodia, om sina erfarenheter från inspelningen. Monologen filmades 1987 av Jonathan Demme.